# Мирослав Радовановић
Мирослав Радовановић (Брусник, 3. децембар 1919. — Нови Сад, 16. јун 2008) био је лекар и универзитетски професор на Медицинском факултету у Новом Саду. Године 1981. је примљен за дописног члана Војвођанске академије наука и уметности, а за редовног члана од 1987. године. Био је редовни члан Српске академије наука и уметности од 1991. године, председник ВАНУ 1989–1990. и председник војвођанског огранка САНУ 1990–1993.

## Признања
Био је одликованом Орденом рада 3. реда, Орденом заслуга за народ са сребрном звездом и Орденом Републике са сребрним венцем.